# Mongolisch-russische Beziehungen

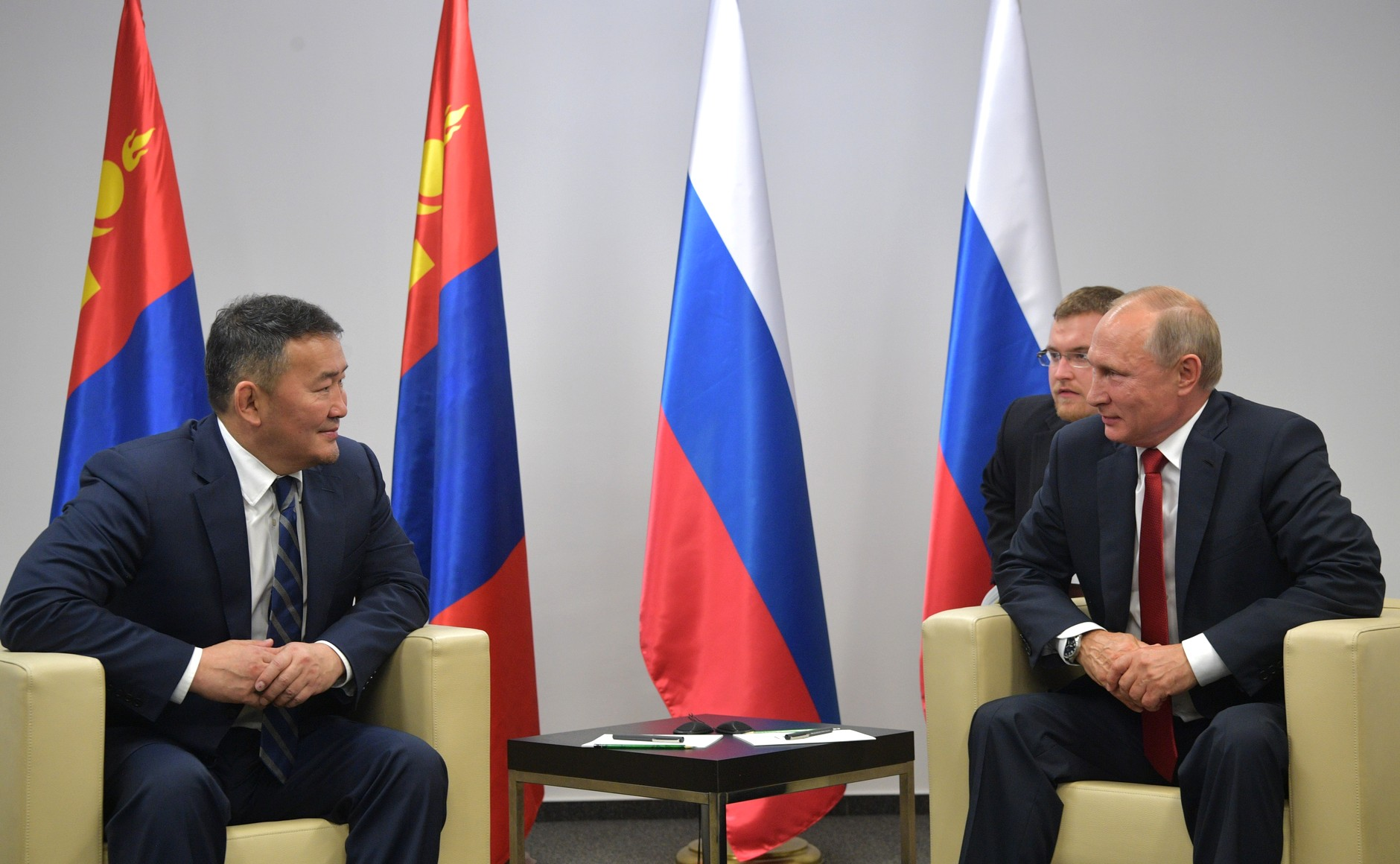
Chaltmaagiin Battulga und Wladimir Putin (2017)

Die mongolisch-russischen Beziehungen sind das zwischenstaatliche Verhältnis zwischen der Mongolei und Russland. Das moderne russische Staatswesen entstand unter dem Einfluss der mongolischen goldenen Horde nach dem Mongolensturm im 13. Jahrhundert. Die Beziehungen zwischen der Mongolei und Russland sind seit der kommunistischen Ära, als die Sowjetunion die Mongolische Volksrepublik unterstützte, traditionell eng. Russland ist neben der Volksrepublik China der einzige Nachbarstaat des mongolischen Binnenstaats, was gute Beziehungen zu Russland für die Mongolei zu einer Priorität macht. Ein bedeutender Teil der Energieimporte der Mongolei kommt aus Russland, welches der zweitwichtigste Wirtschaftspartner nach China ist.
Laut einer Umfrage aus dem Jahr 2017 haben 90 % der Mongolen ein positives Bild von Russland. Im Russisch-Ukrainischen Konflikt sprachen sich 2022 knapp 70 % der Mongolen dafür aus, keine Seite zu begünstigen.

## Geschichte

### Vorgeschichte
Der Mongolische Invasion der Rus begann in den 1220er Jahren und verwüstete die Kiewer Rus. Dieses Ereignis warf die soziale und wirtschaftliche Entwicklung ganz Osteuropas zurück und isolierte die Gebiete der Rus lange von Westeuropa. Die Moskauer Rus und andere russische Fürstentümer mussten sich der Goldenen Horde, einem der Nachfolgereiche des Mongolenreiches, unterwerfen und Tribut zahlen. Diese Abhängigkeit dauerte bis zum Ende des 15. Jahrhunderts, mit Einflüssen auf Religion, Verwaltung, Politik und Kultur. Sie prägte auch spätere russische Staatswesen und ihre Organisation nachhaltig. Unter den modernen Völkern Russlands sind die Kalmücken, Burjaten und die Tuwiner eng mit den Mongolen verwandt. Die Tataren wurden häufig mit den Mongolen gleichgesetzt, was aufgrund der komplexen Ethnogenese dieser Volksgruppe nicht haltbar ist. Die russischen Zaren dehnten mit der russischen Eroberung Sibiriens ihren Machtbereich schließlich bis zur Grenze mit der ab dem 17. Jahrhundert zum Kaiserreich China gehörenden Äußeren Mongolei aus und konkurrierten im 19. Jahrhundert mit der Qing-Dynastie und dem Japanischen Kaiserreich um die Vorherrschaft in Ost- und Nordasien.

### Sowjetisch-mongolische Beziehungen
Nach der Unabhängigkeitserklärung der Äußeren Mongolei von China (die Innere Mongolei ist weiterhin Teil Chinas) im Jahre 1911 stand das Land unter starkem russischen Einfluss. Während des Russischen Bürgerkriegs versuchte China seine Oberherrschaft über die Mongolei wieder herzustellen, wobei die Bolschewiki die Mongolische Revolutionäre Volksarmee gegen die Chinesen und die Weißen unter Führung von Roman von Ungern-Sternberg unterstützen. Letzterer setzte Bogd Khan wieder als mongolisches Staatsoberhaupt ein. Sowjetrussland inszenierte die mongolische Revolution von 1921, die die Mongolische Volkspartei (später Mongolische Revolutionäre Volkspartei) an die Macht brachte, die zur Regierungspartei der 1924 gegründeten Mongolischen Volksrepublik wurde. Diese war ein Satellitenstaat der Sowjetunion. Josef Stalin ließ den gemäßigten Staatsführer Peldschidiin Genden 1936 aus dem Amt entfernen und hinrichten. Sein Nachfolger Chorloogiin Tschoibalsan führte auf sowjetische Anweisung von 1936 bis 1952 stalinistische Repressionen in der Mongolei durch, wobei insbesondere der buddhistische Klerus verfolgt wurde. Zahlreiche buddhistische Klöster ließ er zerstören und die Mönche töten. Sowjetische Einflüsse durchdrangen die mongolische Kultur während der gesamten Periode, und die Schulen im ganzen Land sowie die Nationaluniversität der Mongolei legten den Schwerpunkt auf den Marxismus-Leninismus. Fast alle Mitglieder der mongolischen politischen und technokratischen Elite sowie viele Mitglieder der kulturellen Elite wurden in der UdSSR oder einem ihrer osteuropäischen Verbündeten ausgebildet. Die mongolische Wirtschaft war in Bezug auf Elektrizität, Handel und Investitionen stark vom Sowjetblock abhängig. Nach dem chinesisch-sowjetischen Zerwürfnis stellte sich die Mongolei klar auf die Seite der Sowjetunion. Erst in den 1980er Jahren nähert sich die Mongolei im Fahrwasser der Reformen unter Michail Gorbatschow den USA und der Volksrepublik China an.

### Russisch-mongolische Beziehungen nach 1990
1990 kommt es zum Ende des Kommunismus in der Mongolei und zur Demokratisierung des politischen Systems. Ein Jahr später zerfiel die Sowjetunion. Mit dem Ende des Kalten Krieges ging der Handel der Mongolei mit Russland deutlich zurück und die Hilfszahlungen wurden eingestellt. Gleichzeitig nahm der Einfluss Chinas auf die Mongolei deutlich zu, welche die Russen als den wichtigsten Wirtschaftspartner ablösen. Russland hat sich jedoch bemüht, die Beziehungen zur Mongolei wieder zu festigen, um seine Stellung als Regionalmacht zu stärken. Im Jahr 2000 stattete der damalige russische Präsident Wladimir Putin der Mongolei einen wichtigen Besuch ab – den ersten eines russischen Staatschefs seit Leonid Breschnew im Jahr 1974 und einen der ersten während Putins Präsidentschaft – und erneuerte einen wichtigen bilateralen Vertrag. Im Jahre 2003 erließ Russland der Mongolei 98 Prozent seiner Schulden aus der Sowjetzeit in Höhe von knapp 11 Milliarden US-Dollar und gewährte dem Land vergünstigte Öllieferungen.

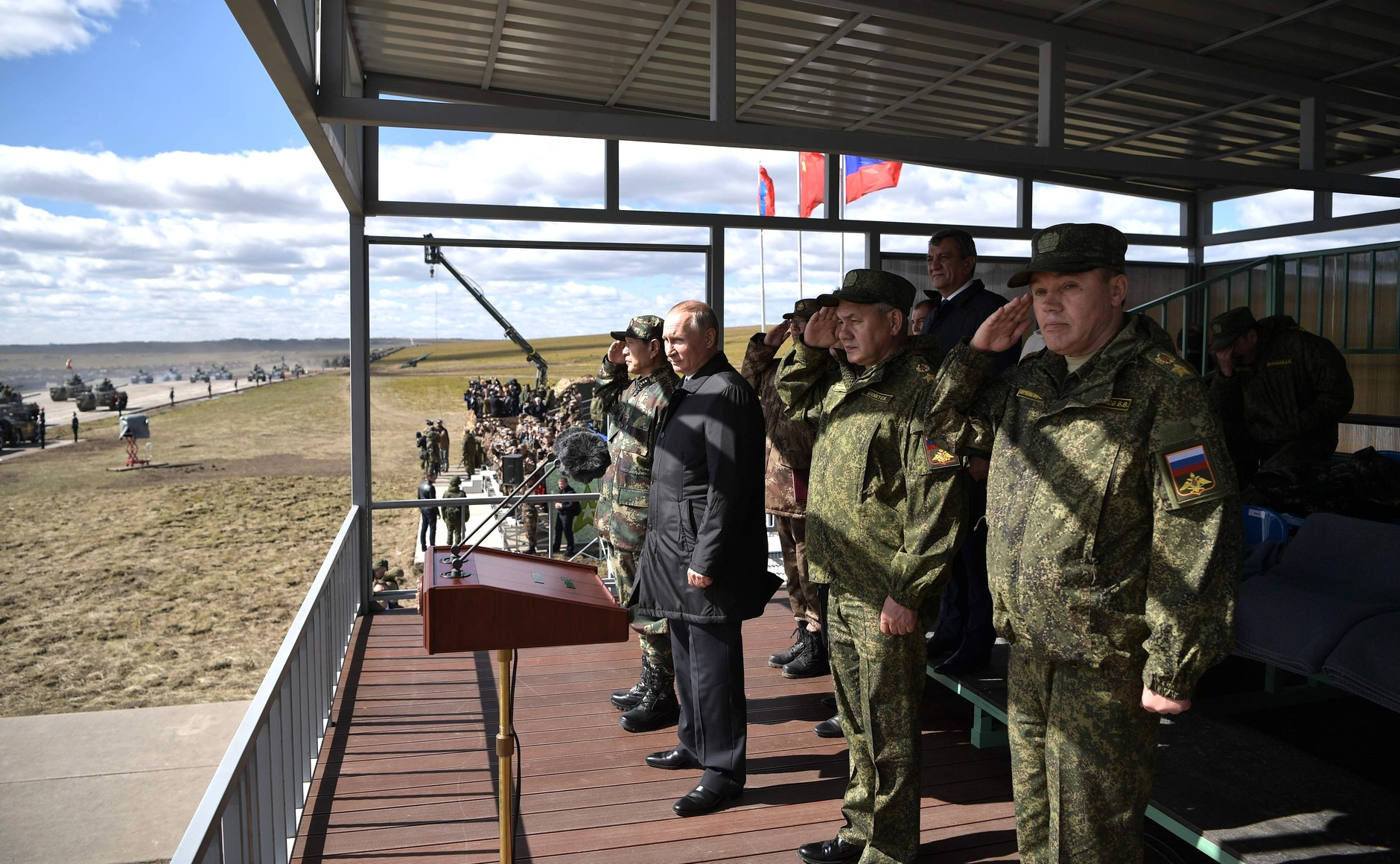
Chinesisch-russisch-mongolische Militärübung Wostok-2018

Die Streitkräfte der Mongolei, Chinas und Russlands führten im September 2018 die Übung Wostok-2018 durch. Im März 2022 enthielt sich die Mongolei bei der UN-Abstimmung zur Verurteilung des russischen Einmarsches in der Ukraine. Obwohl einige mongolische Politiker Sympathien für die Ukraine äußerten, hatte die Mongolei nur einen begrenzten Spielraum in ihren Außenbeziehungen gegenüber Russland, da 98 Prozent ihrer Erdölimporte von dort stammen. Die wichtigste wirtschaftliche Zusammenarbeit zwischen Russland und der Mongolei ist die Erdgaspipeline Power of Siberia 2, mit deren Bau 2024 begonnen werden soll. Die geplante 2.600 km lange Pipeline, die Russland und China über die Mongolei verbinden soll, wird eine Kapazität von 50 Milliarden Kubikmetern Gas pro Jahr haben und soll bis 2030 in Betrieb genommen werden, was der Mongolei Transitgebühren und Gaslieferungen einbringen würde.